# Patagonien-Schleimfisch
Der Patagonien-Schleimfisch (Eleginops maclovinus) ist ein im südöstlichen Pazifik und südwestlichen Atlantik, an der Südspitze Südamerikas vorkommender Vertreter der Antarktisfische (Notothenioidei). Sein Verbreitungsgebiet reicht von Valparaíso in Chile über die Küsten Feuerlands bis zu der Küste Patagoniens. 

## Merkmale
Der Patagonien-Schleimfisch wird 90 Zentimeter lang. Sein langgestreckter Körper ist bläulich, oberseits braun und gelblich am Bauch. Die beiden von sieben bis acht Flossenstacheln und 23 bis 27 Weichstrahlen gestützten Rückenflossen sind grau, die Schwanzflosse braun und am Ende gelblich. Die Afterflosse ist ebenfalls braun.

## Lebensweise
Der Patagonien-Schleimfisch lebt wandernd entlang der Küsten des südlichen Südamerikas und geht auch in Süßgewässer. Das Wasser in seinem Lebensraum hat eine Temperatur von 4 °C im Winter bis 10 °C im Sommer. Der Fisch ist träge, kann aber im Fall einer Bedrohung oder um eine Beute zu schnappen, für kurze Zeit sehr schnell werden. Patagonien-Schleimfische ernähren sich carnivor von allerlei wirbellosen Tieren. Bei im Río Valdivia gefangenen Tieren hatten die Flohkrebse der Unterordnung Corophiidea einen Anteil von 97 % an der aufgenommenen Nahrung. Die Patagonien-Schleimfische sind wahrscheinlich protandrische Zwitter. In einer Untersuchung war das Geschlechterverhältnis der 41 bis 45 cm langen Exemplare 1 : 1. Weibchen überwogen bei den über 46 cm langen Fischen, Männchen bei den unter 40 cm langen.

## Systematik
Die Art wurde früher in die Familie der Antarktisdorsche (Nototheniidae) gestellt und gehört heute zur monotypischen Familie Eleginopidae. Mit den Schleimfischen (Blenniidae) ist sie nicht näher verwandt.

## Weblink
- Patagonien-Schleimfisch auf Fishbase.org (englisch)